# Therese von Wüllenweber

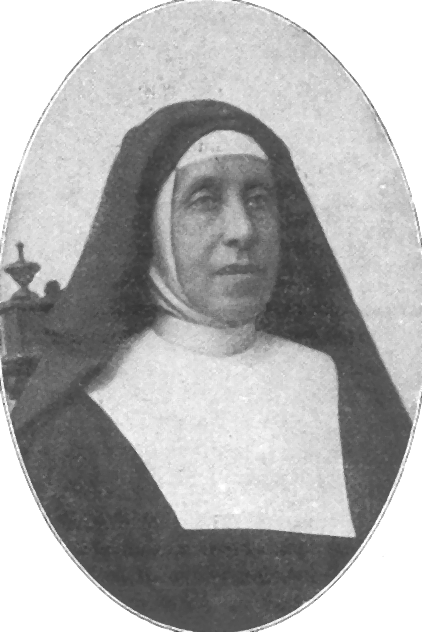
Therese von Wüllenweber

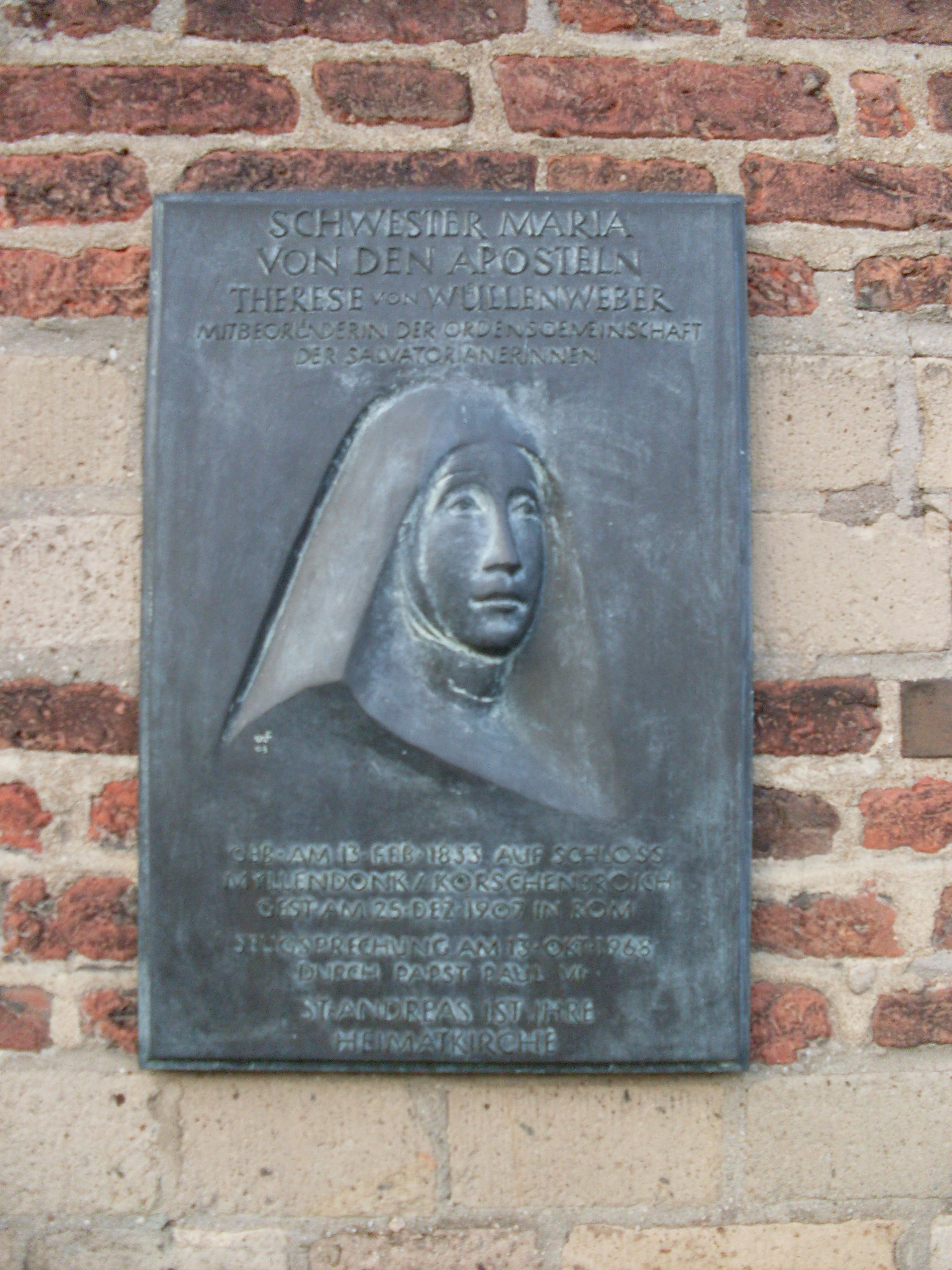
Gedenktafel neben dem Portal der Pfarrkirche St. Andreas in Korschenbroich

Therese von Wüllenweber SDS (* 19. Februar 1833 in Korschenbroich; † 25. Dezember 1907 in Rom) war die Mitgründerin des Ordens der Salvatorianerinnen. Sie wird in der römisch-katholischen Kirche als Selige verehrt.

## Leben
Freiin Therese von Wüllenweber wurde auf Schloss Myllendonk als Tochter von Theodor von Wüllenweber geboren. Sie hatte vier jüngere Schwestern. Therese wollte von Jugend an als Ordensfrau in der Mission arbeiten und versuchte, in den verschiedensten Kongregationen aufgenommen zu werden, was ihr allerdings verwehrt wurde.
Am 8. Dezember 1888 gründete sie in Tivoli bei Rom zusammen mit Franziskus Maria vom Kreuze Jordan, dem sie am 4. Juli 1882 in Deutschland begegnet war und der bereits am 8. Dezember 1881 in Rom die Gesellschaft der Salvatorianer gegründet hatte, die Ordensgemeinschaft der „Schwestern vom Göttlichen Heiland“ (Salvatorianerinnen) und wurde deren Generaloberin. Dabei gab sie sich den Ordensnamen Maria von den Aposteln. Der Orden wurde 1911, vier Jahre nach ihrem Tod, durch den Vatikan mit dem Decretum laudis bestätigt und erhielt 1926 die kirchliche Approbation.
Im Alter nahm ihre Sehkraft ab. Sie starb an einer Asthmaerkrankung und an Hirnhautentzündung und wurde auf eigenen Wunsch auf dem Campo Santo Teutonico beigesetzt. Am 13. Oktober 1968 erfolgte durch Paul VI. ihre Seligsprechung. Zuvor wurden ihre Gebeine exhumiert und in das Mutterhaus der Kongregation überführt.

## Ehrungen
- 2004: Gedenktafel in der Pfarrkirche St. Andreas, Korschenbroich
- 2009: In Wien-Hietzing (13. Bezirk) wurde der Wüllenweber-und-Jordan-Platz nach ihr und Franziskus Maria vom Kreuze Jordan benannt.
- 2013: Gründung der Pfarrei Maria von den Aposteln in Neuwerk (Mönchengladbach) aus den zuvor eigenständigen Pfarreien St. Mariä Himmelfahrt Neuwerk, Herz Jesu Bettrath und Pius X. Uedding.
- Die Wüllenweberstraße in Neuwerk (Mönchengladbach) ist nach Therese von Wüllenweber benannt.

## Nachweise
- Therese von Wüllenweber, auf salvatorianerinnen.at

| Personendaten    | Personendaten                               |
| ---------------- | ------------------------------------------- |
| NAME             | Wüllenweber, Therese von                    |
| ALTERNATIVNAMEN  | Mutter Maria von den Aposteln               |
| KURZBESCHREIBUNG | Gründerin des Ordens der Salvatorianerinnen |
| GEBURTSDATUM     | 19. Februar 1833                            |
| GEBURTSORT       | Korschenbroich                              |
| STERBEDATUM      | 25. Dezember 1907                           |
| STERBEORT        | Rom                                         |